# Méthane liquide
Le méthane liquide est le méthane refroidi en dessous de son point de condensation, soit −161,52 °C à pression atmosphérique (101 325 Pa). Il a une masse volumique de 422,62 kg/m3.
Il est généralement désigné par l'acronyme « LCH4 » pour les applications astronautiques. C'est un combustible utilisé depuis peu dans l'astronautique notamment par SpaceX et son moteur Raptor ou Blue Origin et le moteur BE-4 en développement.

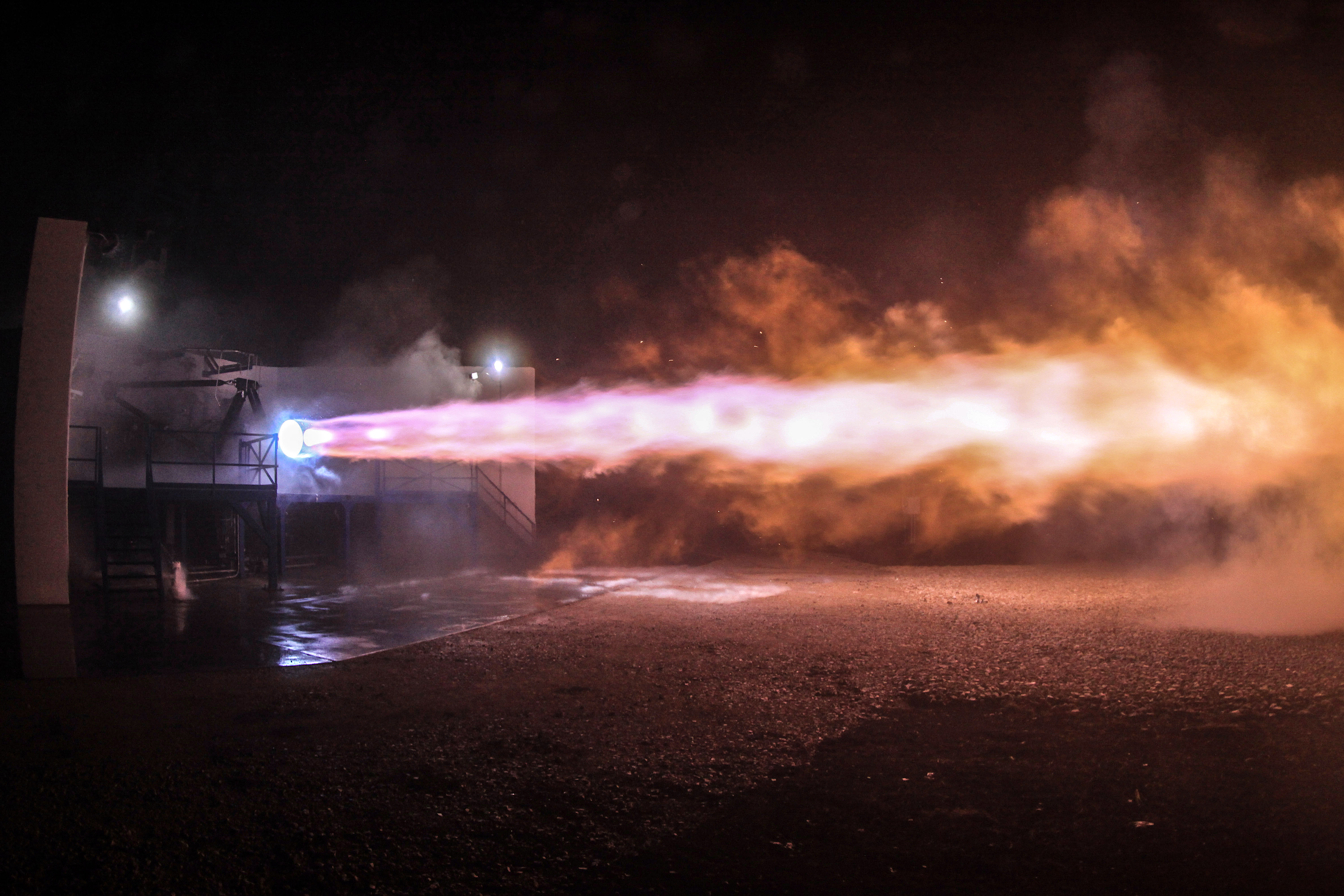
Moteur Raptor lors d'un test.

## Propriétés combustibles
Le méthane est un combustible qui compose jusqu'à 90 % le gaz naturel. Son point d'auto-inflammation dans l'air est de 540 °C. La réaction de combustion du méthane s'écrit :
CH4 + 2 O2 → CO2 + 2 H2O          ΔH = −891 kJ/mol.
La combustion du méthane à 25 °C libère une énergie de 39,77 MJ/m3 (55,53 MJ/kg), soit 11,05 kWh/m3 (15,42 kWh/kg).

## Utilisation comme ergol en astronautique
Le méthane liquide présente plusieurs avantages opérationnels qui le rendent compétitif avec l'oxygène liquide (LOX) par rapport à l'hydrogène liquide (LH2) malgré une impulsion spécifique théorique d'environ 380 s, contre environ 450 s pour le système LOX/LH2, soit une valeur 16 % inférieure. En effet, les technologies de moteurs-fusées à ergols liquides des années 2020 permettent d'opérer à des pressions plus élevées qui améliorent sensiblement leurs performances, tandis que la liquéfaction du méthane et la manipulation du méthane liquide requièrent des installations moins complexes et moins coûteuses que celles nécessaires pour l'hydrogène liquide, bien plus froid : les intervalles de températures auxquelles ces substances existent à l'état liquide à pression atmosphérique sont de 54 à 90 K pour le dioxygène, 91 à 112 K pour le méthane liquide, mais 14 à 20 K pour le dihydrogène.
Cependant, ces intervalles, trop rapprochés, de températures auxquelles ces deux réactifs existent à l'état liquide sont responsables d'une instabilité de combustion : il n’y a plus d'état de matière évident pendant la vaporisation (possiblement incomplète) et la combustion. En outre, les deux réactifs sont miscibles, ce qui augmente leur potentiel explosif.
Cependant, face au couple LOX/RP-1 ayant une impulsion spécifique comprise entre 270 et 360 s, légèrement inférieure à celle obtenue avec le méthane, les avantages sont moindres : le léger gain d'impulsion spécifique nécessite un système de refroidissement et de pressurisation, certes plus simple que celui requis pour le LH2, mais beaucoup plus complexe que le système requis pour le RP-1, utilisable à température ambiante. C'est pourquoi cet ergol n'avait jamais été utilisé pour des lanceurs spatiaux.
Toutefois, l'utilisation du méthane liquide avec l'oxygène liquide requiert une isolation thermique entre les deux moins importante que celle devant isoler le RP-1 ou le LH2 du LOX : deux réservoirs avec un fond commun sont possibles.
En revanche, par rapport au RP-1, l'utilisation du méthane ne produit pas de suies ou de noir de carbone et n'encrasse pas les moteurs, ce qui simplifie leur remise en état pour une éventuelle réutilisation et est encore moins polluante, y compris en prenant en compte les émissions de dioxyde de carbone grâce à son rapport H/C de 4, le plus élevé de tous les hydrocarbures (contre environ 2 pour les hydrocarbures saturés comme le RP-1). De plus, en remplaçant l'hydrogène, le méthane permet d'éviter tous les problèmes liés à la fragilisation par l'hydrogène, simplifiant là encore une réutilisation.
Autre intérêt du méthane liquide comme ergol combustible, il peut être produit localement sur la planète Mars par une combinaison de réaction de Sabatier et de réaction du gaz à l'eau inverse (RWGS) dans le cadre de technologies d'utilisation des ressources in situ (ISRU),.
Ces deux derniers points sont responsables du regain d'intérêt pour cet ergol au début des années 2020. Alors que seules quelques entreprises avaient effectué des études et une construction en petite série, ainsi par exemple des études préliminaires avaient été menées dans les années 2000 par Rocketdyne sur le moteur RS-18 (en) dans le cadre du programme Constellation de la NASA, annulé en 2010, cette technologie est développée par plusieurs constructeurs américains, européens, russes et chinois.
La « course au lanceur orbital au methalox » ou « course au méthane » (« methalox race to orbit »), surnommée ainsi dans les médias, est remportée le 12 juillet 2023 par le lanceur Zhuque-2 propulsé par ses moteurs TQ-12 (en), après l'échec de sa première tentative de lancement en décembre 2022, suivie des échecs au lancement de Terran 1 (mars 2023) et du Starship (avril 2023).

Schéma de combustion du moteur Raptor de SpaceX.

| Pays/Agence                   | Constructeur                             | Lanceur                          | Moteur                               | Poussée (vide) (kN)                         |                   |
| Lanceurs orbitaux             | Lanceurs orbitaux                        | Lanceurs orbitaux                | Lanceurs orbitaux                    | Lanceurs orbitaux                           | Lanceurs orbitaux |
| ----------------------------- | ---------------------------------------- | -------------------------------- | ------------------------------------ | ------------------------------------------- | ----------------- |
| États-Unis                    | Rocketdyne                               | Altair                           | RS-18 (en)                           | 24,5                                        |                   |
| États-Unis                    | XCOR Aerospace                           |                                  | Plusieurs moteurs testés             |                                             |                   |
| États-Unis                    | Firefly Space Systems                    | Firefly Alpha                    | FRE-2 (aerospike) / FRE-1 (vide)     | 560 / 31 (performances visées avec du RP-1) |                   |
| États-Unis                    | Masten Space Systems                     |                                  | Broadsword                           | 160                                         |                   |
| États-Unis                    | Masten Space Systems                     | Étage supérieur                  | Cutlass                              | 110                                         |                   |
| États-Unis                    | SpaceX                                   | Starship/Superheavy              | Raptor                               | 2 116                                       |                   |
| États-Unis                    | Blue Origin                              | New Glenn, Vulcan                | BE-4                                 | 2 714                                       |                   |
| États-Unis / Nouvelle-Zélande | Rocket Lab                               | Neutron                          | Archimedes                           |                                             |                   |
| États-Unis                    | Relativity Space                         | Terran 1, Terran R               | Aeon 1, R et Vac                     |                                             |                   |
| États-Unis                    | Stoke Space                              | Nova                             |                                      |                                             |                   |
| États-Unis                    | Ursa Major Technologies                  |                                  | Arroway                              | 890 (niveau de la mer)                      |                   |
| Russie                        | KBKhA                                    | Amour                            | RD-0169                              |                                             |                   |
| Russie                        | KBKhA                                    |                                  | RD-0146M                             | 64,7                                        |                   |
| Russie                        | Success Rockets (en)                     | Lanceurs de Success Rockets      |                                      |                                             |                   |
| Italie/ Russie                | Avio/KBKhA                               | Vega E                           | M10                                  | 98                                          |                   |
| Italie                        | Avio                                     |                                  | M60                                  | 600                                         |                   |
| Espagne                       | Pangea Aerospace                         |                                  | Arcos                                | 300                                         |                   |
| ESA                           | ArianeGroup                              | Ariane Next, Maïa                | Prometheus                           | 1 000                                       |                   |
| France/ Allemagne             | The Exploration Company                  | Capsule Nyx                      |                                      |                                             |                   |
| Chine                         | LandSpace                                | Zhuque-2                         | TQ-11 (en) (moteur vernier de TQ-12) | 80                                          |                   |
| Chine                         | LandSpace                                | Zhuque-2                         | TQ-12 (en)                           | 712                                         |                   |
| Chine                         | LandSpace                                | Zhuque-2                         | TQ-15 (en)                           |                                             |                   |
| Chine                         | iSpace                                   | Hyperbola-2                      | JD-1                                 | 150                                         |                   |
| Chine                         | Jiuzhou Yunjian                          | Darwin-1, lanceur de Space Epoch | Lingyun-70                           | 676                                         |                   |
| Chine                         | Jiuzhou Yunjian                          | Darwin-1                         | Lingyun-10                           | 122                                         |                   |
| Japon                         | IHI                                      | GX                               | LE-8 (ja)                            | 100                                         |                   |
| Japon                         | Interstellar Technologies (en)           | ZERO                             | COSMOS                               | 130                                         |                   |
| Corée du Sud                  | Perigee Aerospace                        | Blue Whale 1                     | Blue 1S et Skyblue (vide)            | 34 / 4.3                                    |                   |
| Atterrisseurs                 |                                          |                                  |                                      |                                             |                   |
| États-Unis                    | Johnson Space Center/Armadillo Aerospace | Morpheus                         | HD5                                  | 24                                          |                   |
| États-Unis                    | Intuitive Machines                       | Nova-C                           | VR900                                | 4                                           |                   |